# Malaccamax

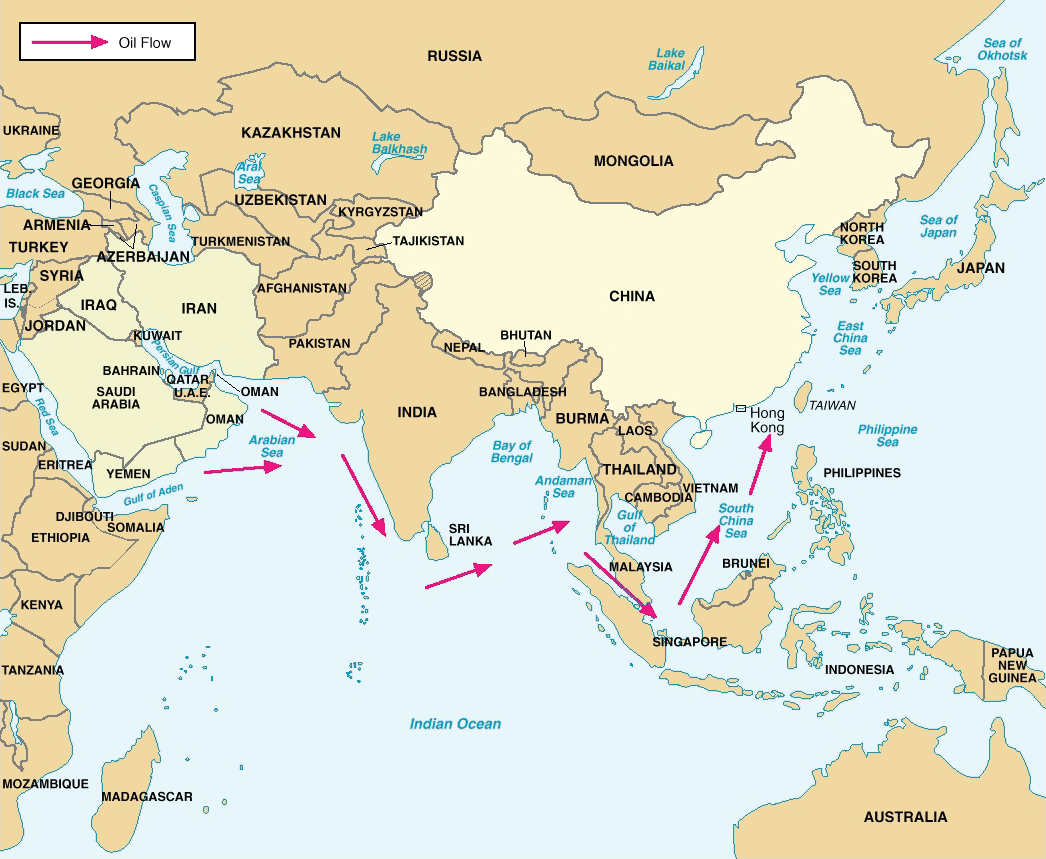
Rotta delle petroliere tra il Golfo Persico e la Cina

Con il termine Malaccamax ci si riferisce a quelle navi le cui dimensioni permettono loro il passaggio attraverso lo Stretto di Malacca, la cui profondità minima è, in alcune zone, di circa 25 metri.
 
Una Malaccamax ha come dimensioni massime una lunghezza di 470 metri, una larghezza di 60 m ed un pescaggio di 20 m. La portata lorda è di circa 300.000 tonnellate o di 18.000 TEU.
Esistono anche delle post-malaccamax, navi che attraversano lo stretto di Lombok.